# Camponotus gouldianus
Camponotus gouldianus é uma espécie de inseto do gênero Camponotus, pertencente à família Formicidae.